# Химичен потенциал
Химичен потенциал в термодинамиката е енергия, която може да се приеме или освободи, поради промяна в броя частици на дадено вещество, като например при химична реакция или фазов преход. Химичният потенциал на вещество в смес се определя като скоростта на промяна на свободната енергия на термодинамична система спрямо промяната в броя атоми или молекули на веществото. Следователно, той е частна производна на свободната енергия по отношение на количеството вещества, докато концентрацията на всички останали вещества в сместа е константна. Когато температурата и налягането се поддържат константни, химичният потенциал е частичната моларна свободна енергия на Гибс. При химично или фазово равновесие, общият сбор от химичните потенциали и стехиометричните коефициенти е нула, тъй като свободната енергия е в минимум.
Във физиката на полупроводниците, химичният потенциал на дадена система електрони при температура от нула K се нарича енергия на Ферми.

## Термодинамично определение
Химичният потенциал μi на вещество i се определя чрез емпирично фундаментално термодинамично уравнение, изразено във вид, който представя както обратими, така и необратими процеси:
{\displaystyle \mathrm {d} U=T\,\mathrm {d} S-P\,\mathrm {d} V\,}{\displaystyle +\sum _{i=1}^{n}\mu _{i}\mathrm {d} N_{i}\,}
където dU е безкрайно малка промяна във вътрешната енергия U, dS е безкрайно малка промяна в ентропията S, а dV е безкрайно малка промяна в обема V за термодинамична система в термално равновесие, като dNi е безкрайно малка промяна в броя частици Ni от веществото i, докато частици се добавят или изваждат. T е абсолютната температура, S е ентропията, P е налягането, а V е обемът. Други работни условия, като например тези включващи електрически, магнитни или гравитационни полета, могат да бъдат добавяни.
От горното уравнение химическият потенциал може да бъде изведен като:
{\displaystyle \mu _{i}=\left({\frac {\partial U}{\partial N_{i}}}\right)_{S,V,N_{j\neq i}}}.
Все пак, това е неудобен израз за системи от кондензирана материя (например химически разтвори), тъй като е трудно обемът и ентропията да се поддържат константни, докато се добавят частици. По-удобен израз може да се получи чрез прилагане на трансформация на Льожандър към друг термодинамичен потенциал – свободната енергия на Гибс {\displaystyle G=U+PV-TS}. Диференциалният израз за това е {\displaystyle \mathrm {d} G=\mathrm {d} U+P\mathrm {d} V+V\mathrm {d} P-T\mathrm {d} S-S\mathrm {d} T}, а като се използва горния израз за {\displaystyle \mathrm {d} U} се получава диференциална връзка за {\displaystyle \mathrm {d} G}:
{\displaystyle \mathrm {d} G=-S\,\mathrm {d} T+V\,\mathrm {d} P\,}{\displaystyle +\sum _{i=1}^{n}\mu _{i}\mathrm {d} N_{i}\,}.
Така се поражда друг израз за {\displaystyle \mu _{i}}:
{\displaystyle \mu _{i}=\left({\frac {\partial G}{\partial N_{i}}}\right)_{T,P,N_{j\neq i}}}
а промяната в свободната енергия на Гибс на системата с константна температура и налягане е просто:
{\displaystyle \mathrm {d} G=\sum _{i=1}^{n}\mu _{i}\mathrm {d} N_{i}\,}.
В термодинамично равновесие, когато системата е с константна температура и налягане, но може да обменя частици с външната среда, свободната енергия на Гибс е в своя минимум, тоест {\displaystyle \mathrm {d} G=0}. От това следва, че:
{\displaystyle \mu _{1}dN_{1}+\mu _{2}dN_{2}+...=0\,}.
Прилагането на това уравнение предоставя начин да се установи константата на равновесие за дадена химична реакция.
Чрез по-нататъшни трансформации на Льожандър от U до други термодинамични потенциали като енталпията {\displaystyle H=U+PV} и свободната енергия на Хелмхолц {\displaystyle F=U-TS}, могат да се получат изрази за химичния потенциал в следния вид:
{\displaystyle \mu _{i}=\left({\frac {\partial H}{\partial N_{i}}}\right)_{S,P,N_{j\neq i}}{\text{ и }}\ \mu _{i}=\left({\frac {\partial F}{\partial N_{i}}}\right)_{T,V,N_{j\neq i}}}.
Тези различни форми на химичния потенциал са все еквивалентни, тоест те имат един и същ физически смисъл и могат да са полезни при различни физически ситуации.